# Xysticus trizonatus
Xysticus trizonatus är en spindelart som beskrevs av Ono 1988. Xysticus trizonatus ingår i släktet Xysticus och familjen krabbspindlar. Inga underarter finns listade i Catalogue of Life.